# Peix abissal
Els peixos abissals són espècies aquàtiques que habiten en les profunditats dels mars i els oceans, més específicament en la zona abissal o zona abisopelàgica. Aquests peixos superen els 1000 metres de profunditat, distància on la llum solar no arriba.

## Hàbitat
Algunes espècies de peixos abissals freqüenten i habiten la zona hadal, també coneguda com la «zona de l'Hades», situada a més de 6000 metres de profunditat, com el Eurypharynx pelecanoides, anomenat comunament peix pelicà, que arriba als 8000 metres. Altres sobrepassen aquests límits, com el cas de la Babosa d'aletes afilades Careproctus longifilis, que es pot submergir a una profunditat que va des dels 8000 fins als 9000 metres.
Aquests peixos estan adaptats per viure en aquest entorn que careix de llum. Suporten les altes pressions ja que els seus teixits posseeixen grans quantitats d'aigua, gràcies a aquesta «igualtat de pressió interior-exterior no moren aixafats». En altres paraules, els seus cossos i els seus òrgans estan adaptats a aquestes pressions des que neixen i, per tant, no experimenten cap tipus de canvis o diferències.
Un dels trets més distintius d'aquesta classe de peixos és el seu aspecte monstruós, a més presenten ceguesa per la falta de llum en el seu hàbitat, és per això que cacen i ho perceben tot mitjançant l'olfacte.

## Característiques
Principals característiques dels peixos abissals:
- Són peixos grans.
- Els seus cossos són generalment tous.
- Boca de mida gran.
- Dents desproporcionades i afilades.
- Es reprodueixen lentament.
- Ulls petits i poc desenvolupats (alguns desenvolupen ulls grans).
- Estómacs extensibles.
- Falta de pigmentació.